# Muse (webserie)
Muse è una webserie drammatica pornografica scritta e diretta da Kayden Kross, prodotta da Deeper e distribuita da Pulse Distribution. Il cast comprende per la prima stagione Maitland Ward, Adriana Chechik, Gianna Dior, Lena Paul, Scarlit Scandal e Manuel Ferrara, per la seconda Vanna Bardot., Aubrey Kate, Ivy Wolfe, Lulu Chu, Destiny Cruz. La serie ha ricevuto feedback complessivamente positivi dal settore, vincendo dozzine di importanti riconoscimenti del settore.
La prima stagione è stata rilasciata il 18 settembre 2020 e la seconda il 16 settembre 2021. La prima stagione ha ricevuto undici nomination ai 38esimi AVN Awards, vincendone sette, tra cui Grand Reel, Miglior sceneggiatura e Miglior regia drammatica per Kross, Miglior attrice per Ward e Miglior montaggio per Duboko. Per la sua interpretazione, Ward ha vinto due premi XBIZ, XRCO e XCritic come migliore attrice.

## Episodi
| Stagione | Episodi  | Inizio stagione   | Fine stagione    |
| -------- | -------- | ----------------- | ---------------- |
| 1        | 5        | 18 settembre 2020 | 15 ottobre 2020  |
| Speciale | Speciale | 12 novembre 2020  | 12 novembre 2020 |
| 2        | 5        | 16 settembre 2021 | 21 ottobre 2021  |

## Trama

### Prima stagione
La prima stagione è suddivisa in cinque scene:
- Mailtand Ward e Dante Colle
- Gianna Dior, Scarlit Scandal e Rob Piper
- Adriana Checkik, Mailtand Ward, Isiah Maxwell e Sly Diggler
- Lena Paul e Troy Francisco
- Adriana Checkik e Seth Gamble

### Speciale
Lo speciale ha un'unica scene tra Mailand Ward e Manuel Ferrara

### Seconda stagione
La seconda stagione è suddivisa in cinque scene:
- Aubrey Kate, Destiny Cruz, Maitland Ward e Pierce Paris
- Ivy Wolfe e Manuel Ferrara
- Lulu Chu e Anton Harden
- Avery Cristy, Vanna Bardot e Quinton James
- Maitland Ward, Alex Jones, Danny Mountain, Rob Piper e Will Pounder

## Accoglienza

### Critica
La serie ha ricevuto recensioni generalmente positive dalla critica. Un critico di All Adult Network ha definito la serie un «pezzo squisito di realizzazione di un film» e ha continuato dicendo «le sfumature, l'aspetto, gli sfondi, le ambientazioni e il ritmo che la signora Kross dà a questo pezzo hanno davvero messo questo progetto al top. Quindi aggiungi in una cinematografia molto nitida e nitida che fornisce immagini magistrali e ottieni qualcosa di molto speciale Ha una serie di meritate nomination ai prossimi premi AVN e altri e sono molto meritate». Un altro sito web di critici di film per adulti Die-Screaming.com si complimenta con il regista Kayden Kross scrivendo : «Kayden si è saldamente affermata come una delle forze creative più talentuose che attualmente lavora nel mondo dell'oscenità e le attività che sta sfornando con il suo studio Deeper sono costantemente alcune delle i film realizzati con la massima perizia da qualsiasi studio hardcore in qualsiasi parte del mondo.»  Sull'aggregatore di recensioni per adulti AdultDVDTalk il film ha ricevuto recensioni estremamente positive, vedendo 4,6 stelle su 5 su sedici recensioni. Nella recensione del film pubblicata sui siti, il recensore ha dichiarato: «Inutile dire che questo film è assolutamente da vedere. Anche coloro che non sono tipicamente inclini ai lungometraggi probabilmente si meraviglieranno di quanto sia bello. In effetti, c'è Non c'è dubbio che ciò che Kross e Ward stanno facendo come squadra in questo momento è molto al di sopra della concorrenza e, francamente, potrebbe cambiare e riformare il più ampio panorama degli adulti... sia in termini di qualità che di percezione del pubblico.» 

### Riconoscimenti
AVN Awards
- 2021 - Best Art Direction[11]
- 2021 – Best Directing - Drama a Kayden Kross per Muse[12]
- 2021 - Best Editing[13]
- 2021 - Best Leading Actress a Maitland Ward per Muse[14]
- 2021 – Best Screenplay – Drama a Kayden Kross  per Muse[15]
- 2021 – Best Three-Way Sex Scene - G/G/B per Muse con Gianna Dior, Scarlit Scandal e Rob Piper[16]
- 2021 - Grand Reel[17]
- 2022 - Best Art Direction per Muse 2[18]

XBIZ Awards
- 2021 - Feature Movie of the Year[19]
- 2021 - Best Acting — Lead a Maitland Ward per Muse[20]
- 2021 - Best Sex Scene — Feature Movie per Muse con Maitland Ward, Adriana Chechik, Isiah Maxwell e Sly Diggler[20]
- 2021 - Best Cinematography[21]
- 2022 - Feature Movie of the Year per Muse 2[22]
- 2022 - Best Acting — Lead a Maitland Ward per Muse 2[23]
- 2022 - Best Screenplay[24]
- 2022 - Best Cinematography[25]

XRCO Awards
- 2021 - Best Release[26]
- 2021 - Best Actress per a Maitland Ward Muse 1[27]
- 2022 - Best Actress per a Maitland Ward Muse 2[28]

NightMoves Award
- 2021 - Best Feature Production[29]
- 2022 - Best Non-Feature Film[30]